# Benedikt Hertel
Benedikt Hertel, född 26 december 1996, är en tysk bobåkare.

## Karriär
Vid VM 2024 i Winterberg tog Hertel brons tillsammans med Adam Ammour, Issam Ammour och Rupert Schenk i fyrmannabob. Vid VM 2025 i Lake Placid tog han brons tillsammans med Adam Ammour i tvåmannabob.